# 1999 en jeu
Chronologie du jeu
- 1995
- 1996
- 1997
- 1998
- 1999
- 2000
- 2001
- 2002
- 2003

Cet article présente les faits marquants de l'année 1999 concernant le jeu.

## Évènements

### Compétition
- Diplomatie
  - 26 janvier : l'Australien Christian Lee remporte de Championnat d'Australie à Canberra.
  - 14 mars : le Finlandais Timo Kokkonen remporte le Championnat de Finlande à Helsinky.
  - Avril : le Suédois Christian Dreyer remporte le IXe championnat du monde à Namur devant son compatriote Leif Bergman et le Britannique Ivan Woodward.
  - Juin : l'Américain Chris Mazza remporte le championnat d'Amérique du Nord à Columbus.
  - Juillet : le Britannique Simon Bouton remporte le Championnat d'Europe à Turku.
  - 29 août : le Néo-zélandais Russell Barke remporte le Championnat de Nouvelle-Zélande à Auckland.
  - 7 novembre : le Britannique Dave Wreathall remporte le Championnat du Royaume-Uni à Birmingham.
  - 7 novembre : le Suédois Jens Persson remporte le titre de champion de Suède à Borås.
  - 20 novembre : le Français Benoît Clergeot remporte le XVe Championnat de France à Boulogne-Billancourt[1] devant ses compatriotes Emmanuel Lorge et Philippe Merlet.
  - Les Canadiens Neil Goud et Neil St. Laurent remportent le Championnat du Canada à Calgary.
- 28 août : le Russe Alexandre Khalifman remporte le championnat du monde « FIDE » d’échecs à Las Vegas.
- 30 octobre : l’Américain David Shaman, représentant les Pays-Bas, remporte le XXIIIe championnat du monde d’Othello à Milan[2].
- Création de la Coupe Chunlan, compétition internationale de jeu de Go, le Coréen Cho Hunhyun remporte la première édition.
- Gert Schnider remporte les Olympiades des jeux de l’esprit (Mind Sports Olympiad). Depuis 1997, cette compétition est consacrée à Abalone.
- Jeu de dames :
  - Zoja Golubeva, conserve son titre de championne du monde de jeu de dames international et remporte son premier titre en Blitz lors des championnats du monde de Iakoutsk.
  - Premier championnat européen de jeu de dames junior[3].
- Lü Qin remporte son premier championnat d'Asie individuel de xiangqi, son troisième Championnat de Chine de xiangqi et sa troisième Coupe Yin Li.

## Économie du jeu
- Arrêt de l'édition du journal Casus Belli (première époque), avec la sortie du n°122.

## Sorties
- Monopoly football top clubs, édition 1999. Jeu de Monopoly adapté au football[4].
- Hasbro met sur le marché l'édition 1999 de Puissance 4[5]
- Time's Up!, jeu de société créé par Peter Sarrett, dérivé du « jeu du chapeau ».
- Zürich 1799 : Jeux de guerre de Frédéric Bey, Illustré par Christophe Camilotte, Édité par Vae victis[6].
- Crôa! : jeu d'animaux, déplacement, exploration, hasard (Dé, Cartes, ...), tuile et prise de risque de Igor Polouchine, illustré par yoann, édité par Darwin Project[7].
- Vinci, jeu de société créé par Philippe Keyaerts en 1999 et édité par Jeux Descartes.
- À la suite de la dissolution des Spice Girls, Mattel qui avait commercialisé des poupées à leurs effigies, lance son propre «groupe» baptisé « Génération Filles », groupe de 5 poupées dont ils maîtrisent la destinée[8].

## Publications
- Le go cosmique de Takemiya Masaki - Éditions Algo, 1999[9]
- Jeux, sports et sociétés - Lexique de praxéologie motrice de Pierre Parlebas,  INSEP-Éditions, 1999[10] .
- Laurent Kloetzer base son roman fantastique La Voie du Cygne, paru en 1999 chez Gallimard, sur le jeu de l'oie[11]. Cette fois-ci, ce sont la structure du roman et son intrigue qui reflètent le tablier de ce jeu de hasard, au fil d'une enquête menée par un scientifique excentrique dans une cité décadente afin de délivrer sa fille adoptive de la prison où elle a été jetée après avoir faussement été accusée du meurtre d'un prince.

## Aspects juridiques
- Belgique : loi du 7 mai 1999 sur les jeux de hasard, les établissements de jeux de hasard et la protection des joueurs[12],[13]